# 埃及菜

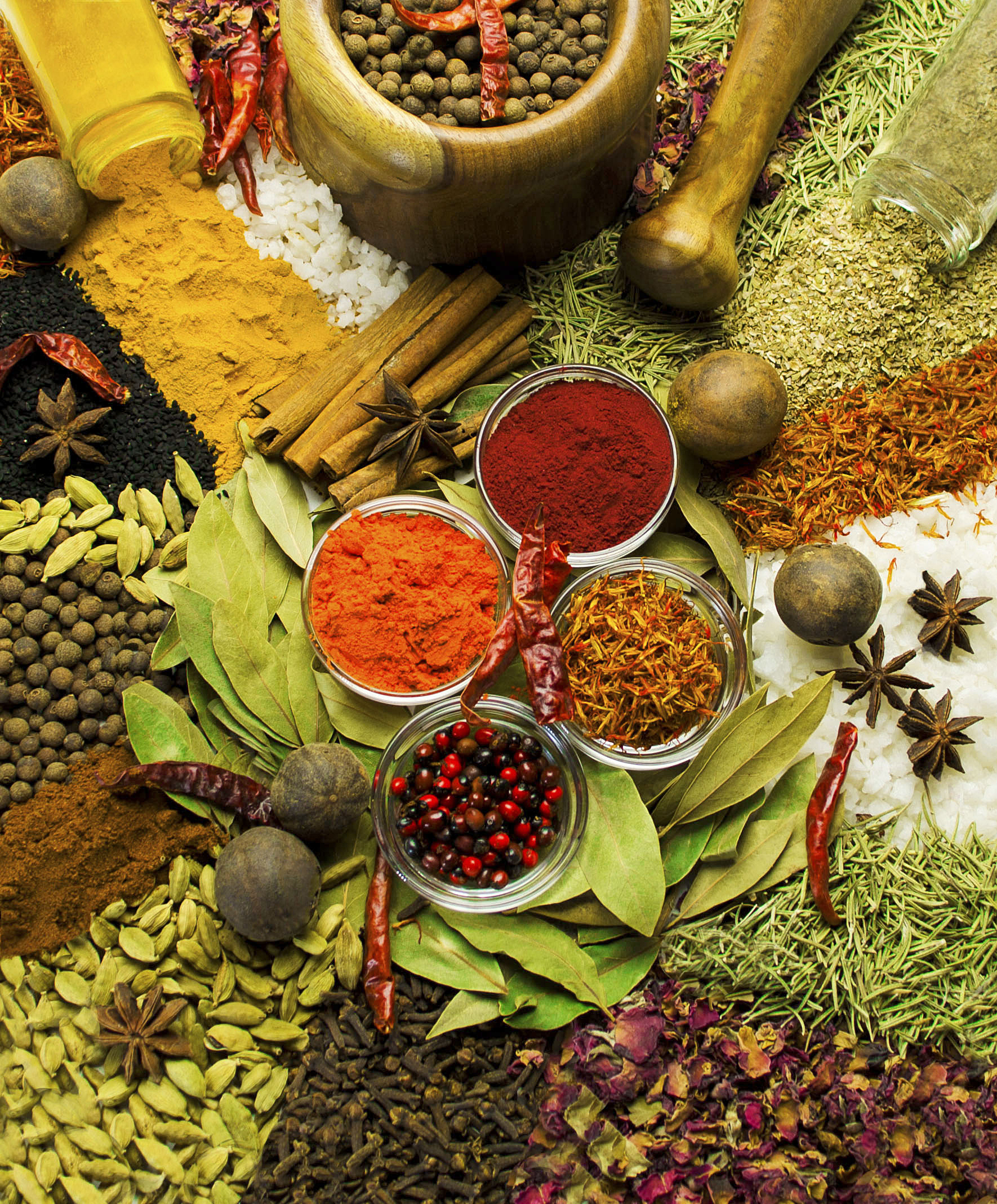
多種埃及菜常用的香料

埃及菜是指埃及人的飲食。許多埃及菜餚以來自尼罗河三角洲的家禽、荚果、蔬菜和水果為原料。比較常見的埃及飲食有鹰嘴豆泥、油炸鷹嘴豆餅、沙威玛、烤串（烤羊肉和烤牛肉）、乳鸽、鸡肉、下水、肥肝、埃及蠶豆餐、蚕豆、庫莎麗 、扁豆、面食、长蒴黄麻。皮塔饼 是埃及人的的主食，埃及第一王朝時，埃及人就懂得製作奶酪。埃及沿海地区的人還會吃鱼类和海鲜。
埃及人會喝茶，還有一些埃及人會喝啤酒。虽然大多數埃及人信仰伊斯兰教，并且虔诚的穆斯林會不喝酒，但在埃及仍然能买到酒精饮料。埃及比較常見的甜点有巴克拉瓦以及庫納法 。甜点中常见的原料有椰棗、蜂蜜和杏仁。